# Leptochilus neutralis
Leptochilus neutralis är en stekelart som först beskrevs av Giordani Soika 1943.  Leptochilus neutralis ingår i släktet Leptochilus och familjen Eumenidae. Utöver nominatformen finns också underarten L. n. rufior.